# Kosice Open 2004
Il Kosice Open 2004 è stato un torneo di tennis facente parte della categoria ATP Challenger Series nell'ambito dell'ATP Challenger Series 2004. Il torneo si è giocato a Košice in Slovacchia dal 10 al 16 maggio 2004 su campi in terra rossa.

## Vincitori

### Singolare
Peter Luczak ha battuto in finale  Janko Tipsarević con il punteggio di 7–5, 7–5

### Doppio
Devin Bowen /  Peter Luczak hanno battuto in finale  Jan Hernych /  Petr Kralert con il punteggio di 6–2, 7–6(6)